# Église Saint-Martin de Bey
L'église Saint-Martin est une église située en France sur la commune de Bey, dans le département de l'Ain en région Auvergne-Rhône-Alpes.
Elle fait l’objet d'une inscription au titre des monuments historiques depuis le 7 mars 1945.

## Localisation
L'église est située dans le département français de l'Ain, sur la commune de Bey.

## Historique
L'édifice est inscrit au titre des monuments historiques en 1945.